# Díocles de Rodes
Díocles (en grec antic: Διοκλῆς) fou un escriptor de l'antiga Grècia que va escriure una obra sobre l'Etòlia (Αἰτωλικά) citada per Plutarc.
Podria ser també l'autor d'un llibre sobre herois grecs (περὶ ἡρώων σύνταγμα) esmentat també per Plutarc, i d'una història de Pèrsia (Περσικά) de què parla Flavi Josep, obres que potser podrien correspondre a Díocles de Peparetos.